# Clinton Adams
Clinton Adams (* 11. Dezember 1918 in Glendale, Kalifornien; † 13. Mai 2002 in Albuquerque, New Mexico) war ein amerikanischer Künstler und Kunsthistoriker, der besonders mit Lithographien hervorgetreten ist.

## Laufbahn
Adams studierte zunächst Bildende Kunst an der University of California at Los Angeles (M.A. 1942) und diente anschließend während des Zweiten Weltkriegs in der U.S. Air Force. Nach Kriegsende kehrte er 1946 an seine Alma Mater zurück und lehrte hier bis 1954, ab 1948 war er hier als Assistenzprofessor bestallt. 1954 wechselte er zur University of Kentucky in Lexington, wo er nicht nur ordentlicher Professor wurde, sondern auch die universitätseigene Kunstgalerie kuratierte. Von 1954 bis 1957 lehrte er an der University of Florida und schließlich ab 1961 bis zu seiner Emeritierung 1985 an der University of New Mexico. 1970 siedelte er den zuvor in Los Angeles ansässigen Tamarind Lithography Workshop, den er 1960 mit June Wayne begründet hatte, an seinem Fachbereich an; von diesem  Workshop gingen wichtige Impulse für die zeitgenössische amerikanische Lithographie aus. 1983 veröffentlichte Adams ein Überblickswerk über die Geschichte der Lithographie seit 1900. 1992 wurde Adams als Vollmitglied (NA) in die National Academy of Design gewählt.
Seine eigenen, von der klassischen Moderne beeinflussten Werke (neben Drucken auch Ölgemälde und Aquarelle) werden unter anderem im Museum of Modern Art, im Brooklyn Museum, im Museum of Fine Arts, Boston, sowie im Art Institute of Chicago gezeigt.

## Werke
- Cubism: Its Impact on the United States, 1910-1930. University of New Mexico Art Museum, 1967.
- (mit Garo Z. Antreasian): The Tamarind Book of Lithography: Art and Techniques. Abrams, Albuquerque 1971.
- American Lithographers, 1900-1960: The Artists and Their Printers. University of New Mexico Press, Albuquerque 1983.
- Printmaking in New Mexico, 1880-1990. University of New Mexico Press, Albuquerque 1991.
- Crayonstone: The Life and Work of Bolton Brown with a Catalogue of His Lithographs. University of New Mexico Press, Albuquerque 1993.
- (Hrsg.): Second Impressions: Modern Prints and Printmakers Reconsidered. University of New Mexico Press, Albuquerque 1996.